# Silver & gold (album van Neil Young)
Silver & gold is het drieëntwintigste studioalbum van Neil Young. De muziek werd van 1997 tot en met 1999 opgenomen. Young verzorgde met Ben Keith de muzikale productie. Reprise Records gaf het album op 25 april 2000 uit.
De albumhoes werd gemaakt door Youngs dochter Amber met haar Game Boy Camera.

## Tracklist
Alle muziek en teksten zijn geschreven door Neil Young. 
| Nr. | Titel                     | Duur |
| --- | ------------------------- | ---- |
| 1.  | Good to see you           | 2:49 |
| 2.  | Silver & gold             | 3:16 |
| 3.  | Daddy went walkin'        | 4:01 |
| 4.  | Buffalo springfield again | 3:23 |
| 5.  | The great divide          | 4:34 |
| 6.  | Horseshoe man             | 4:00 |
| 7.  | Red sun                   | 2:48 |
| 8.  | Distant camera            | 4:07 |
| 9.  | Razor love                | 6:31 |
| 10. | Without rings             | 3:41 |

## Musici
- Neil Young - gitaar, mondharmonica, piano, zang
- Donald Dunn - basgitaar
- Oscar Butterworth - drums op "Buffalo Springfield Again" en "The Great Divide"
- Jim Keltner - drums en percussie op alle liedjes behalve "Buffalo Springfield Again" en "The Great Divide"
- Ben Keith - steelgitaar, dobro
- Spooner Oldham - piano, Wurlitzer-piano, (Hammond-)orgel
- Emmylou Harris - achtergrondzang op "Red Sun"
- Linda Ronstadt - achtergrondzang op "Red Sun"

## Hitnoteringen
| Land             | Hoogste positie | Aantal weken |
| ---------------- | --------------- | ------------ |
| Zwitserland      | 70              | 7            |
| Oostenrijk       | 18              | 5            |
| Frankrijk        | 38              | 5            |
| Nederland        | 25              | 9            |
| België           | 20              | 4            |
| Zweden           | 9               | 5            |
| Finland          | 18              | 4            |
| Noorwegen        | 2               | 7            |
| Italië           | 11              | 2            |
| Australië        | 30              | 4            |
| Nieuw-Zeeland    | 49              | 2            |
| Verenigde Staten | 22              | ?            |